# Breathe Slow
"Breathe Slow" drugi je singl objavljen s drugog studijskog albuma The Alesha Show britanske kantautorice Aleshe Dixon.

## O pjesmi
"Breathe Slow" je do sada najuspješniji singl Aleshe Dixon u Velikoj Britaniji gdje je zauzeo 3. mjesto na ljestvici singlova, ali izvan Britanije nije zabilježio veći uspjeh. 30. prosinca 2008. popularni blog Popjustice pjesmu je proglasio svojim hitom dana jer, kako su izjavili autori bloga, svi vole Aleshu i njene pjesme. Trash Lounge je o pjesmi napisao:

## Popis pjesama

### CD singl
1. "Breathe Slow"
2. "Breathe Slow" (piano mix)

### iTunes EP
1. "Breathe Slow" (piano mix)
2. "Breathe Slow" (remiks Cahilla)
3. "Breathe Slow" (verzija Blackout Entertainmenta)

### EP na Amazon.co.uk
1. "Breathe Slow"[3]
2. "Breathe Slow" (verzija Cahill radija)
3. "Breathe Slow" (remiks Ali Payamia)

## Videospot
Cijeli spot je snimljen u crno-bijeloj tehnici, a govori o Aleshinom raskidu s dečkom i kako se ona nosi s time. Ona ode u cafe bar ostavljajući za sobom svoj vjenčani prsten nakon čega ode u neku ulicu Las Vegasa. U međuvremenu se prikaže scena gdje ona sama pleše u studiju. Video završava kada ona ulazi na vrata pozornice gdje nastupa imitator Elvisa te dvije plesačice.

## Ljestvice
| Ljestvice (2009.) | Najviša pozicija |
| ----------------- | ---------------- |
| Hrvatska          | 38               |
| Irska             | 18               |
| UK                | 3                |